# After the Thin Man
After the Thin Man (Ella, él y Asta en España y Genio y figura en Hispanoamérica) es una comedia policíaca cinematográfica de 1936 dirigida por W. S. Van Dyke y protagonizada por William Powell, Myrna Loy y James Stewart. Es la secuela de La cena de los acusados (título original: The Thin Man) (1934).

## Argumento
El detective caballero Nick Charles, una vez hecho un trabajo maestro en Nueva York, quiere ahora dedicarse exclusivamente a administrar la fortuna de su encantadora esposa Nora cuando la adinerada pareja regrese de Nueva York a San Francisco. A los dos les gustaría estar ahora juntos sin ser molestados en los próximos días, pero eso sigue siendo un deseo piadoso. Los nobles parientes de Nora toman inmediatamente a la feliz pareja bajo su control. Como coronación la primera Selma está desesperada y espera sinceramente que Nick y Nora encuentren rápidamente a su marido perdido Robert, cosa que el joven David no quiere, ya que secretamente está enamorado de Selma y la adora. Nick y Nora consiguen encontralo, pero luego las cosas empeoran luego aún más ya que Robert es asesinado con un disparo delante de su joven esposa.
El inspector Abrams detiene entonces a Selma bajo sospecha de asesinato, lo que lleva a que Nick y Nora recurran a sus habilidades detectivescas motivados especialmente por el hecho de que no dudan ni por un momento de la inocencia de Selma respecto al crimen.

## Reparto
| Actor           | Personaje     |
| --------------- | ------------- |
| William Powell  | Nick Charles  |
| Myrna Loy       | Nora Charles  |
| James Stewart   | David Graham  |
| Elissa Landi    | Selma Landis  |
| Joseph Calleia  | 'Dancer'      |
| Jessie Ralph    | Tía Katherine |
| Alan Marshal    | Robert Landis |
| Teddy Hart      | Casper        |
| Sam Levene      | Abrams        |
| Penny Singleton | Polly         |

## Producción
El éxito de The Thin Man (traducido: El hombre delgado) fue tal que Metro-Goldwyn-Mayer inmediatamente planeó explotarlo creando para ello una secuela. Una vez preparado todo, se filmó la película en blanco y negro en San Francisco entre finales de septiembre de 1936 y el 31 de octubre de 1936.

## Recepción
La película costó 673 mil dólares y generó unos ingresos de 3,165 millones de dólares. De esa manera la película generó incluso más ingresos que la película original, por lo que la secuela se convirtió así en la segunda película de una serie que incluíría más tarde otras cuatro películas.
Hoy en día la película ha sido valorada en portales cinematográficos y por los críticos profesionales. En IMDb, por ejemplo, con aproximadamente 13 000 votos registrados, el largometraje obtiene una media ponderada de 6,7 sobre 10. En cuanto a Rotten Tomatoes, los más de 2500 votos registrados le dieron allí una valoración media de 4,2 de 5, mientras que el 97 % de los 27 críticos profesionales registrados allí le dieron una valoración positiva. Adicionalmente cabe destacar, que en La Vanguardia el 66 % de los usuarios registrados en ese periódico le dan una valoración positiva al filme.